# 莫尔特拉肖
莫尔特拉肖（義大利語：Moltrasio），是意大利科莫省的一个市镇。总面积8.9平方公里，人口1707人，人口密度191.8人/平方公里（2009年）。ISTAT代码为013152。